# Mariama Bâ
Mariama Bâ (Dakar, 17 de abril de 1929 – 17 de agosto de 1981) foi uma pioneira escritora e feminista senegalesa.
Criada em uma tradicional família muçulmana senegalesa, Mariama usou a literatura para tecer críticas a respeito da desigualdade entre homens e mulheres devido à tradição africana. Lutou por melhorias na condição da mulher senegalesa, tendo sido fundadora e presidente do Cercle Fémina, voltado para projetos relacionados às mulheres. Foi membro da Federação das Associações de Mulheres do Senegal, além de professora e inspetora de educação primária.
Suas obras refletem principalmente as condições sociais de seu entorno imediato e da África em geral, bem como os problemas resultantes: poligamia, castas, exploração das mulheres em seu primeiro romance; oposição da família, falta de capacidade de se adaptar a um novo ambiente cultural frente aos casamentos inter-raciais no segundo.

## Biografia
Mariama nasceu em 1929, em Dakar, capital do Senegal. Era filha de Fatou Kiné Gaye e de Amadou Bâ (1892-1967), que foi funcionário da administração colonial, vice-prefeito de Dakar em 1947 e Ministro da Saúde do Senegal em 1957. Sua mãe faleceu no começo da década de 1930 e Mariama acabou criada pelos avós maternos, muçulmanos tradicionais, em São Luís. Seu avô trabalhou como intérprete para a ocupação francesa.
Mariama ingressou em uma escola francesa onde se destacou enquanto estudante. Após obter o certificado do ensino primário aos 14 anos, entrou na Escola Normal de Rufisque em 1943, de onde saiu com o diploma de professora em 1947. Ao mesmo tempo em que estudava na escola normal, ela frequentava uma escola corânica.
Leccionou durante doze anos e, em seguida, pediu para ser transferida para a Inspeção Regional de Educação por motivos de saúde. De seu primeiro casamento com Bassirou Ndiaye, ela teve três filhas. Seu segundo marido foi Ablaye Ndiaye, com quem teve uma filha. Com o terceiro marido, membro do parlamento senegalês, Obèye Diop-Tall, Mariama teve cinco filhos, mas o casamento acabou novamente em divórcio. Suas experiências com os casamentos e a criação dos filhos a fez se envolver em várias organizações voltadas ao planejamento familiar e aos direitos das mulheres, dando palestras e escrevendo artigos em jornais.

## Publicações
Mariama escreveu três livros: Une si longue lettre (1981), La fonction politique des littératures Africaines écrites (A função política de Literaturas Africanas) (1981) e Un chant écarlate (1986).
Seu primeiro livro, Une si longue lettre, foi publicado em 1979. Nele, a narradora, Ramatoulaye, se utiliza de um estilo epistolar para fazer um balanço de sua vida após a morte do marido. Este livro manifesta a ambição feminista africana emergente em face das tradições sociais e religiosas, ressoando principalmente entre as mulheres casadas. Após seu lançamento, o romance teve grande sucesso de crítica e público. O livro ganhou o Prêmio Literário Noma para publicação na África na Feira do Livro de Frankfurt em 1980.
La Fonction politique des littératures africaines écrites declara que toda mulher africana deve se orgulhar se suas conquistas e de sua força e ela acredita que é a contribuição feminina que levará ao desenvolvimento e crescimento do continente africano.
Un chant écarlate, publicação póstuma, fala sobre a necessidade das mulheres criarem espaços de poder para si mesmas, onde elas não sejam consideradas o "sexo frágil". O livro narra a história de um casamento entre uma francesa, Mireille, e um senegalês, Ousmane, que se mudam de volta para o Senegal após a cerimônia. Ousmane tenta se readaptar, mas Mireille não consegue aceitar que ele tome uma segunda esposa, já que a sociedade tolera a poligamia.

## Morte
Mariama morreu em 17 de agosto de 1981, em Dakar, aos 52 anos, devido a um câncer. Um colégio em Goreia (Casa da Educação Mariama Bâ) leva seu nome.
Em 2007, uma biografia de Mariama foi publicada por sua filha, Mame Coumba Ndiaye, chamada Mariama Bâ ou les allées d'un destin.